# Hexham
Hexham ist eine Stadt am Fluss Tyne in Northumberland, England. Sie hat 11.139 Einwohner (Stand: 2001).

## Etymologie des Namens
Der Name Hexham ist aus dem angelsächsischen Hagustaldes ea, später Hagustaldes ham entstanden. hagusteald bedeutet Jüngling, Krieger, Gefolgsmann und Höfling (Hagestolz); éa bedeutet Gewässer oder Fluss und -ham entspricht dem deutschen Heim.

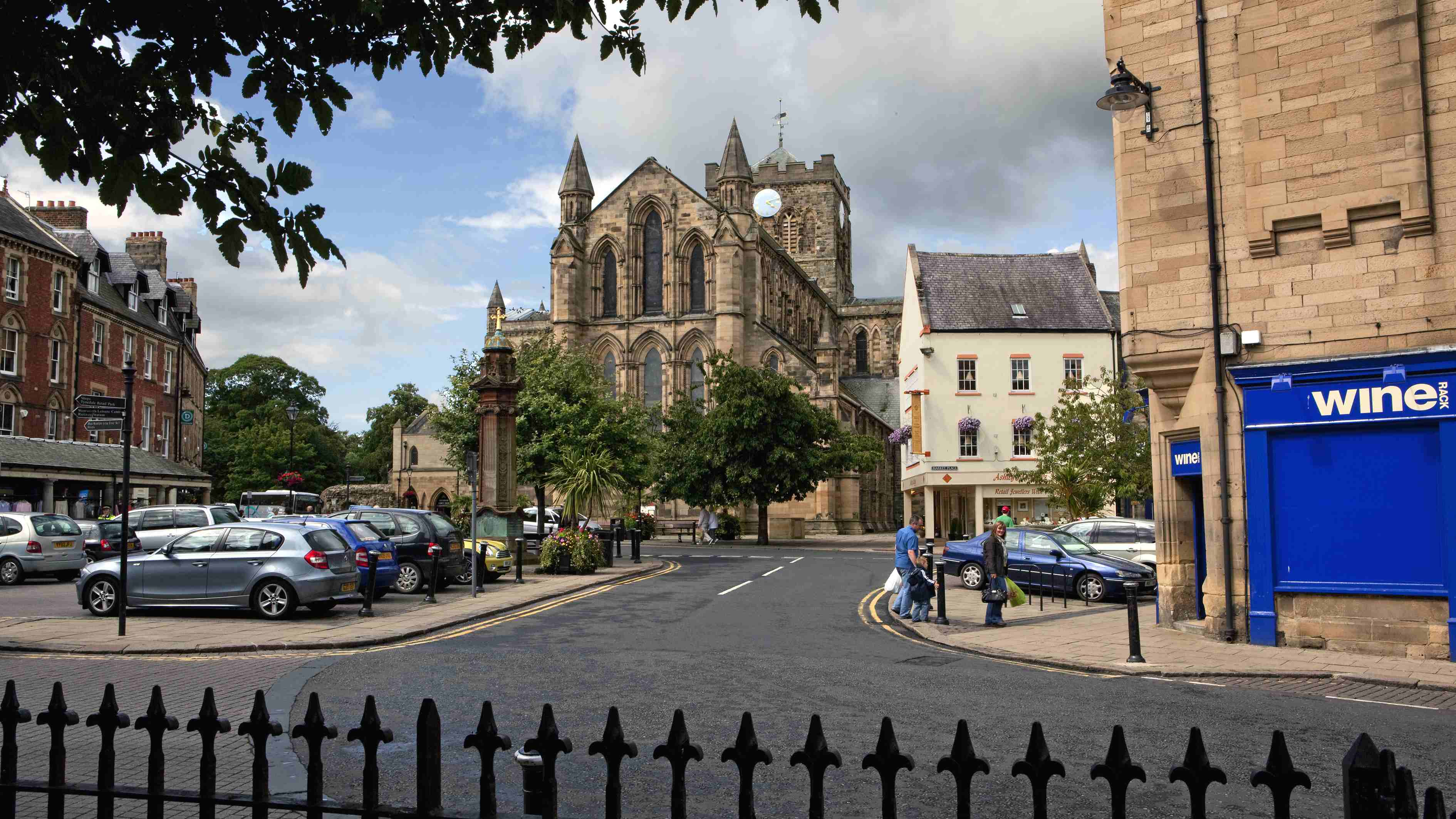
Die Kathedrale von Hexham
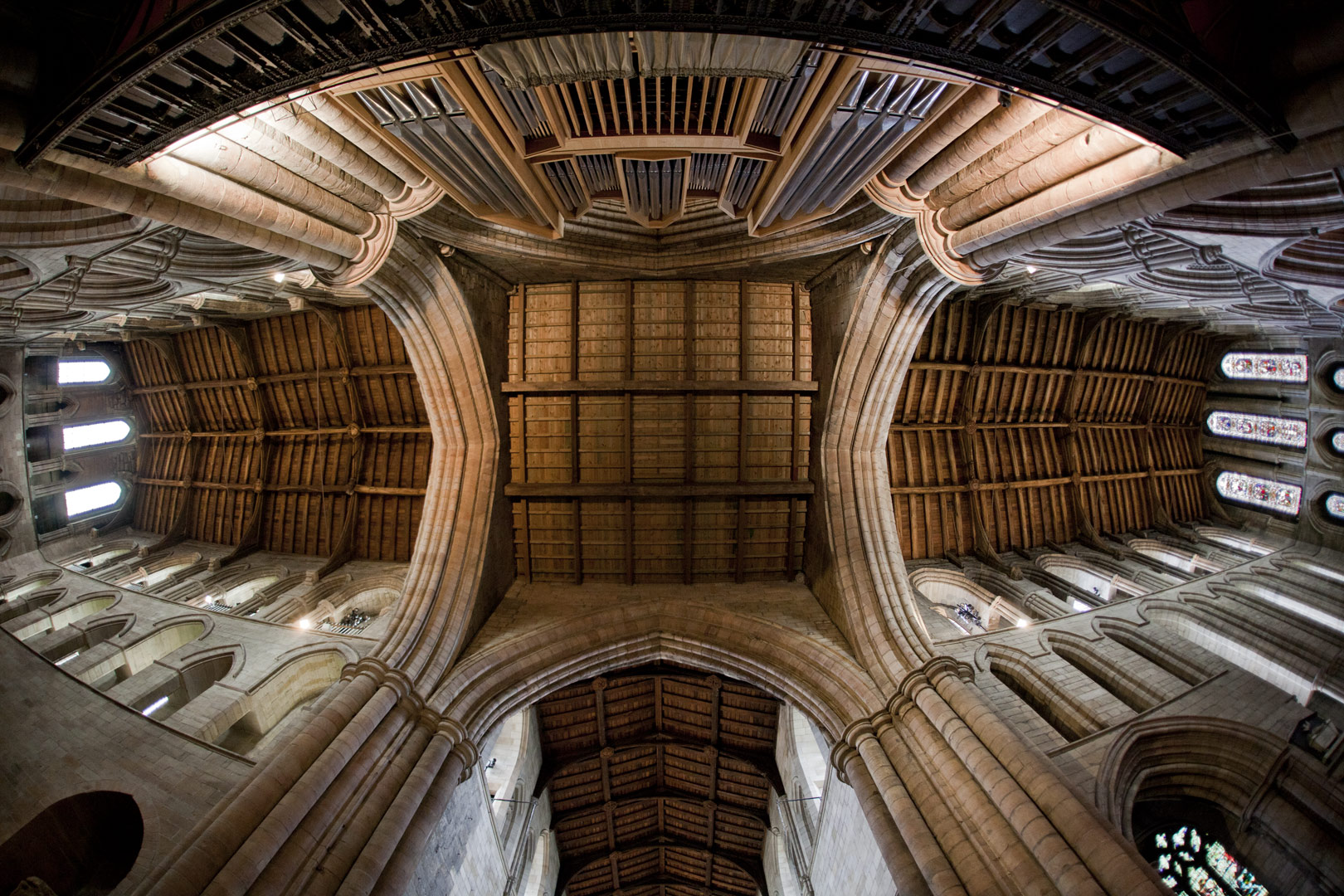
Innenansicht der Kathedrale von Hexham
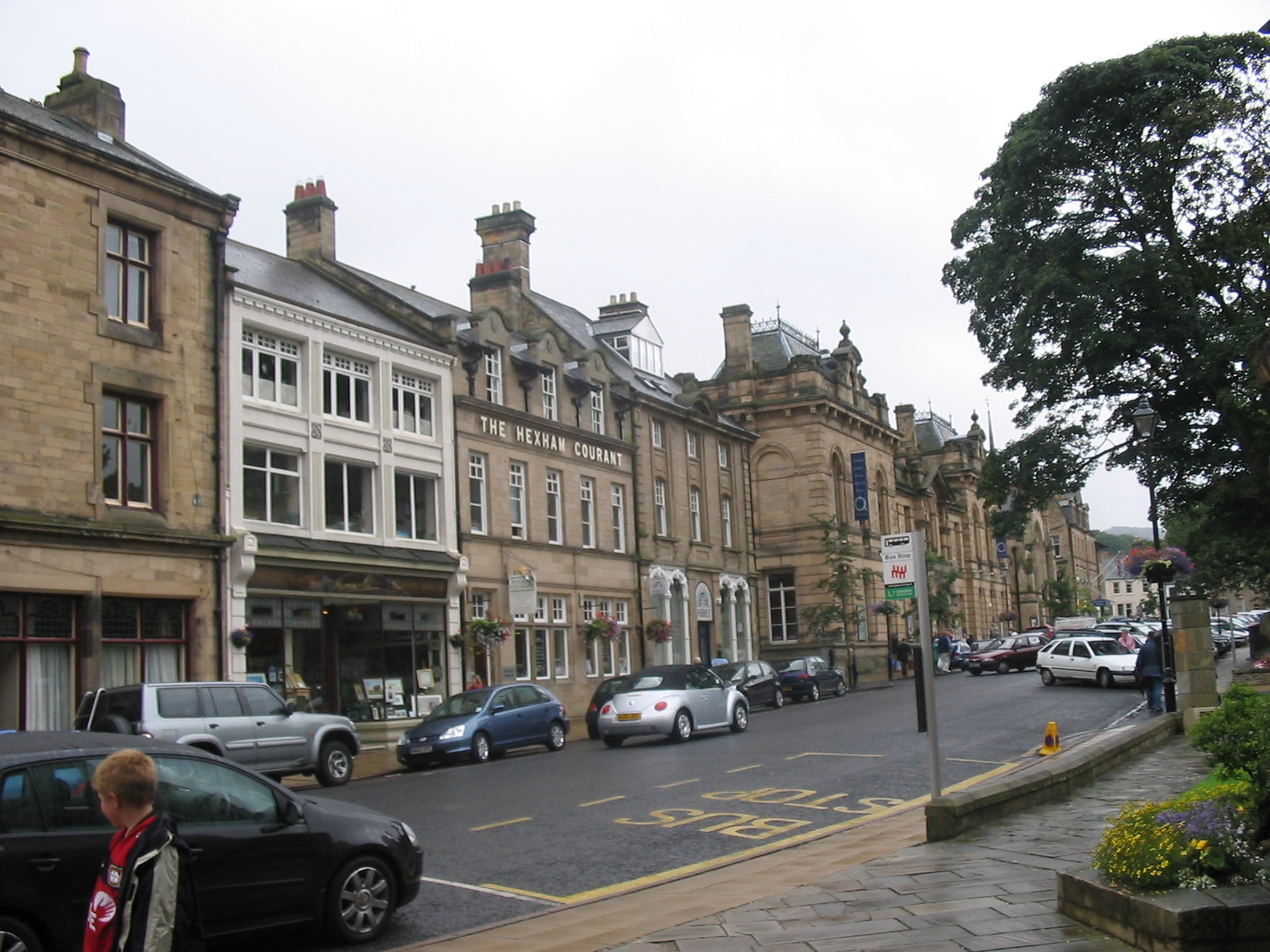
Beaumont Street
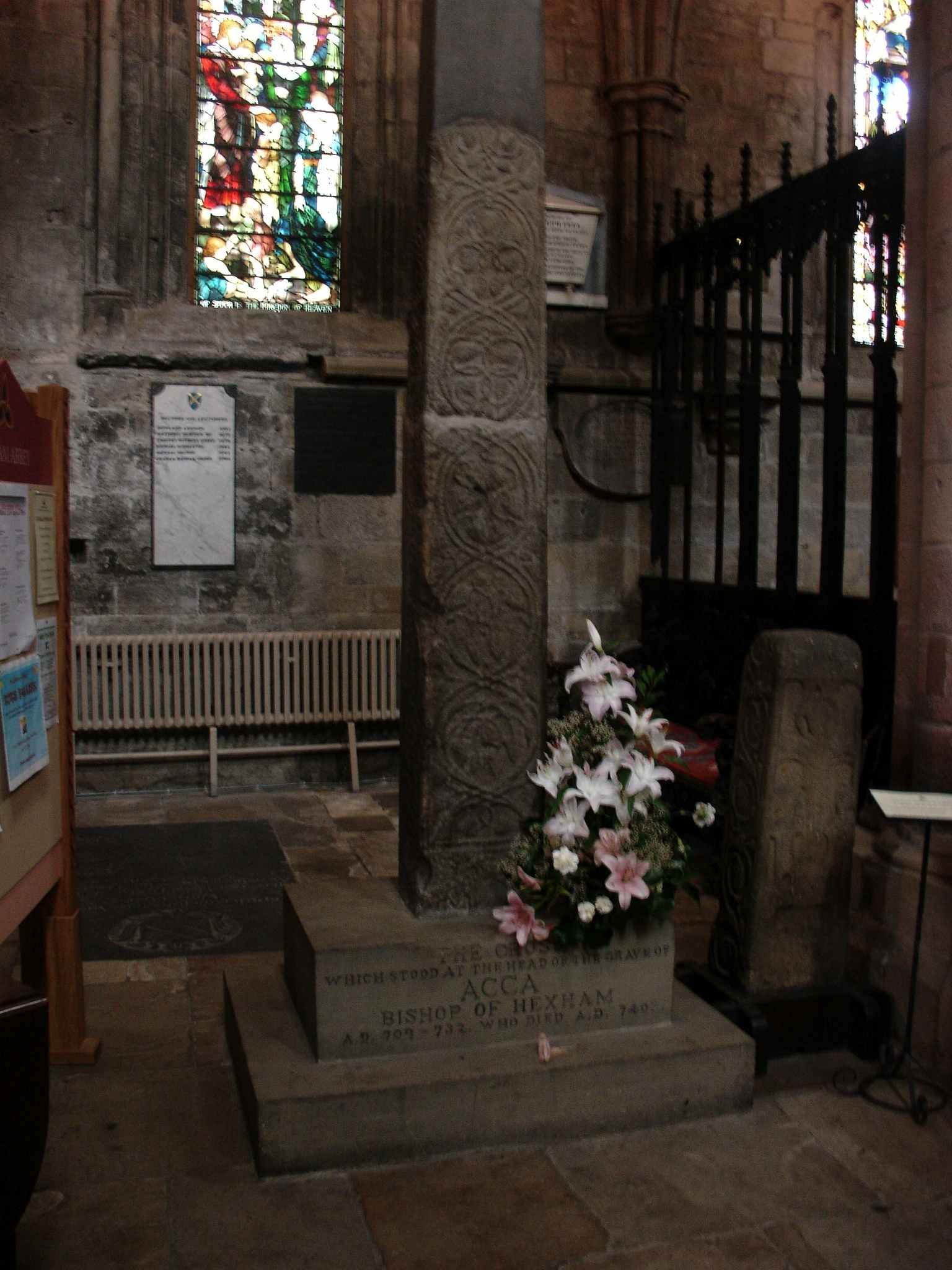
Kreuz des Acca von Hexham

## Geschichte
Im Jahr 674 gründete Wilfrid hier ein Kloster. Die heutige Hexham Abbey stammt überwiegend aus dem 11. Jahrhundert. Darüber hinaus kann man in der Stadt das erste, als solches gebaute, englisches Gefängnis besichtigen.
Aus dem 9. Jahrhundert stammt der 1832 gefundene Hexham Hort mit 8000 Stycas.
- Siehe auch Hexhamshire, Liste der Bischöfe von Hexham

## Wirtschaft
Hexham ist Sitz der Fentimans-Brauerei. In Hexham befindet sich weiterhin eine Produktionsanlage zur Spanplattenherstellung der österreichischen Firma Egger.

## Persönlichkeiten
- Acca von Hexham, Bischof von Hexham von 709–732 (heiliggesprochen)
- Aelred von Rievaulx (1110–1167), mittelalterlicher Abt, Prediger und Mystiker
- Jade Bird (* 1997), Musikerin
- Glenn Brown (* 1966), Maler
- Dave Cliff (* 1944), Jazzmusiker
- Pete Doherty (* 1979), Sänger und Gitarrist der britischen Band Babyshambles
- Mark Elder (* 1947), Dirigent
- Fraser Forster (* 1988), Fußballspieler
- Jack Newman (* 2002), schottischer Fußballspieler
- Vanessa Raw (* 1984), Duathletin und Triathletin

## Städtepartnerschaft
- Metzingen (Baden-Württemberg) (seit 1989)